# کاترین لونده

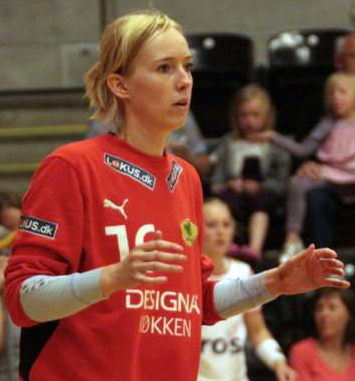

کاترین لونده (نروژی: Katrine Lunde؛ زادهٔ ۳۰ مارس ۱۹۸۰) یک بازیکن هندبال اهل نروژ است.
از افتخارات می‌توان به کسب دو مدال طلا در بازی‌های المپیک تابستانی ۲۰۰۸ و بازی‌های المپیک تابستانی ۲۰۱۲ و مدال برنز در بازی‌های المپیک تابستانی ۲۰۱۶ اشاره کرد.